# Tyszkiewicz Hrabia
Tyszkiewicz Hrabia – polski herb hrabiowski, odmiana herbu Leliwa.

## Opis herbu
Opis zgodnie z klasycznymi regułami blazonowania:
W polu błękitnym – nad złotym półksiężycem sześciopromienna gwiazda złota. Nad koroną hrabiowską i herbem ukoronowanym – na ogonie pawim półksiężyc z gwiazdą. Złota bordiura. Dewiza: NEC ASPERA TERRENT.
Powyższą wersję herbu zamieścił w swoim herbarzu Tadeusz Gajl, powołując się na prace Siebmachera i Leitgebera. Tadeusz Gajl przytoczył też wersję herbu przekazywaną w tradycji rodzinnej Tyszkiewiczów, gdzie brak jest bordiury, zaś godło w klejnocie leży na piórach strusich (czyli tak jak w herbie Leliwa II Tyszkiewiczów).
Sławomir Górzyński przytoczył też wersję herbu z dyplomu potwierdzającego tytuł hrabiowski w Austrii w 1893 roku. Nie było tam bordiury i dewizy, zaś godło w klejnocie leżało na pięciu piórach pawich.

## Najwcześniejsze wzmianki
Według heraldyka Jerzego Sewera Dunina-Borkowskiego Tyszkiewiczowie mają pochodzić od Tyszki, czyli Tymoteusza, syna bojara Kalenika Miszkowicza (stąd zwani byli Tyszkiewiczami). Jedna gałąź Tyszkiewiczów o przydomku Kalenicki nabyła Łohojsk 20 października 1531 i otrzymała tytuł hrabiowski na Łohojsku i Berdyczowie od króla Zygmunta II Augusta 5 listopada 1569. Tytuł ten potwierdzono w Rosji 8 maja 1861 i 17 grudnia 1862, w Saksonii 8 listopada 1871, w Austrii 7 października 1893.
Zgodnie z ustaleniami Tadeusza Wasilewskiego, informacja o nadaniu tytułu hrabiowskiego z 1569 była fałszywa, tym niemniej na jej podstawie tytuł potwierdzono później w Rosji, Saksonii i Austrii. Tytuł w Austrii potwierdzono Marcelemu Adamowi Włodzimierzowi Tyszkiewiczowi.

## Herbowni
Jedna rodzina herbownych:
- graf von Tyszkiewicz (Austria).